# Corno Grande
De Corno Grande is de hoogste top van het bergmassief Gran Sasso en daarmee ook het hoogste punt van de Apennijnen. De berg bestaat uit drie dicht bij elkaar gelegen toppen: Occidentale (2912 m), Centrale (2893 m) en Orientale (2903 m). Ten noorden van de top ligt de Calderonegletsjer, de zuidelijkste gletsjer van Europa.
De eerst gedocumenteerde beklimming van de Corno Grande dateert uit 1573. In dat jaar werd de top bereikt door Bolognees Francesco de Marchi en Francesco di Domenico. Naar de top leiden verschillende routes. De meeste beginnen op de gemakkelijk bereikbare hoogvlakte Campo Imperatore. Vanaf de berghut Duca degli Abruzzi (2388 m) gaat de normaalroute over de westgraat omhoog naar de top. Voor de meer geoefende bergbeklimmer is er de Via Direttissima, een lichte kletterroute die via de zuidwand naar de top leidt.